# Marcel Étévé
Marcel Étévé, né le 13 mai 1891 dans le 20e arrondissement de Paris et mort pour la France à Estrées dans le département de la Somme le 20 juillet 1916, est un homme de lettres français du XXe siècle. Son nom est inscrit au Panthéon dans la liste des 560 écrivains morts pour la France.

## Biographie
Marcel Yves René Étévé, né le 13 mai 1891 au 245 rue des Pyrénées à Paris, est le fils de Hector Louis Domice Étévé (1865-1898) et de Hélène Marie Marguerite Minguy (1866-1944).
D’origine picarde (son père est né à Auchonvillers), il reçoit une éducation laïque de sa mère et de son père, tous deux instituteurs publics à Paris.
Soutenu par sa mère après la mort de son père, il poursuit de brillante études au lycée Buffon, puis au lycée Louis-le-Grand où il passe son baccalauréat. En 1911, il est admis à l’École normale supérieure et passe sa licence ès-lettres, son diplôme d'études supérieures et son agrégation.
Il est incorporé en octobre 1911 au 14e régiment d'infanterie comme engagé volontaire pour 5 ans, au titre de son statut d'élève de l'École normale supérieur. Il poursuit ses études et termine les épreuves de l'agrégation de lettres quand la mobilisation l’appelle dans son régiment à Toulouse, comme simple soldat.
A partir de là, il écrit quotidiennement à sa mère, qui lui à demandé de raconter sa vie jour après jour, pour ne pas se faire davantage de souci, par ignorance des évènements. Ces lettres seront publiées l'années suivant sa mort par le secrétaire général de l'École Normale Supérieure Paul Dupuy sous le titre Lettres d’un combattant (août 1914-juillet 1916),. Ce recueil constitué à plus de 80% de lettres adressées à sa mère, comprend une trentaine de lettres adressées à son ami « René M. », et sept à un « ami très cher, le caporal puis sergent Pierre G. ». Derrière ces initiales se cachent ses amis d'école, René Maublanc de sa promotion à l'ENS et Pierre Garreta qu'il a connu en classe préparatoire au lycée Louis-le-Grand, tué en juillet 1915,,. 
N’ayant pas fait de service militaire, c'est à Toulouse qu'il commence son entraînement militaire avec d'autres jeunes soldats, principalement des étudiants en août 1914. Promu caporal en octobre 1914, sergent en novembre, il est nommé sous-lieutenant à titre temporaire en décembre 1914. Officier après six mois de formation comme ses camarades normaliens, il passe par le camp d'Avord pour un dernier entraînement en janvier 1915, avant d'être envoyé au front en avril 1915, comme sous-lieutenant au 417e régiment d'Infanterie.
De mai à juillet 1915, il est évacué à cause de la rougeole, puis de la scarlatine, et passe plusieurs semaines à l'hôpital de Royallieu près de Compiègne. Il en profite pour lire et écrire, malgré l'ennui et les conditions difficiles de l'hôpital. Il lit plus de 80 ouvrages en deux ans, « pour s’évader et oublier pendant quelques instants la guerre, […] pour retrouver une forme de continuité et de normalité avec l’avant-guerre ».
Promu lieutenant en mars 1916, il est cité à l'ordre du régiment le 7 avril : « Officier de première valeur. A dirigé de façon remarquable une forte reconnaissance qui a été exécutée dans la nuit du 28 au 29 mars 1916. A rapporté les renseignements les plus précis sur le petit poste ennemi qu’il devait enlever avec sa section et dont l'ennemi s’était retiré ».
René Maublanc rapporte que le 20 juillet 1916, au cours de la terrible bataille de la Somme, « près du village d'Estrées, il partit avec sa compagnie (1e compagnie du 1e bataillon) pour une attaque dont il avait signalé dans un rapport l'inutilité et le danger. Son capitaine tué, il prend le commandement de la compagnie et résiste dans la tranchée ennemie à moitié conquise d'où l'on ne peut plus ni avancer, ni reculer […] Étévé tomba, une balle dans la tête. Son corps fut retrouvé et ramené quelques jours après »,.
Lorsqu'on lui décerne la légion d'honneur à titre posthume, la citation décrit un « Officier d'élite. Le 20 juillet 1916, a entraîné sa section à l'attaque d'une tranchée fortement occupée. A lutté héroïquement à la grenade et au corps à corps en donnant le plus bel exemple à ses hommes qui, le voyant tomber mortellement frappé, le vengèrent dans une lutte héroïque qui valut à la compagnie une citation à l'ordre de l'armée. Une citation antérieure. Croix de guerre avec palme ».
Dans sa dernière lettre, datée du 19 juillet 1916, il décrit le paysage et les destructions qui l'entourent et écrit « Mais c'est toutefois un spectacle peu à l'honneur de l'homme ».
D'abord inhumé dans le parc du château de Fontaine-lès-Cappy, il est transféré à quelques kilomètres d'Estrées, dans la tombe familiale du côté de son père à Mailly-Maillet.

## Distinctions
- Chevalier de la Légion d'honneur, à titre posthume, décret du 31 mars 1920
- Croix de guerre 1914-1918, palme de bronze[13]
- 1917 : Académie française - Prix Marcelin Guérin pour Lettres d’un combattant (août 1914-juillet 1916), préface de Paul Dupuy, Hachette, 1917[17]

## Hommages
- Le nom de Marcel Étévé est inscrit au Panthéon dans la liste des 560 écrivains morts pour la France[18].
- Son nom figure sur les plaques commémoratives 1914-1918 du lycée Buffon, du lycée Louis-le-Grand, de la Sorbonne et de l’École Normale Supérieure à Paris. Il est inscrit au monument aux morts de la commune de Mailly-Maillet[16].
- Cent ans après la Première Guerre mondiale, un site illustre jour par jour les lettres de Marcel Étévé[19].
- C'est René Maublanc, son camarade de promotion à l'École Normale Supérieure, qui écrit sa biographie pour l'Anthologie des Écrivains Morts à la Guerre - 1914-1918[9].
- Jean Guéhenno qu'il a connu au lycée Louis-le-Grand et à l'École Normale Supérieure écrit sur lui : « Entre nous il se distinguait comme un artiste, un de ces hommes privilégiés à qui rien du monde ne reste étranger, qui voient et entendent ce que nous ne voyons ni entendons, pour qui ne se perd ni un rayon de soleil ni un frémissement des feuillages, qui ont des clefs pour tous les trésors auprès desquels noms passons sans seulement les reconnaître. Nous apprenions le monde péniblement. Il en avait pris d'un coup possession affectueusement ; il fût devenu sans doute un de ces initiateurs qui révèlent aux autres hommes les joies dont le monde constamment les environne ; il eût contribué à élargir et à ennoblir la vie humaine »[20].
- Francisque Vial écrit en 1918 que « Les Lettres d'un Combattant, du lieutenant Marcel Étévé, ne sont pas de la littérature, mais de la vie ; elles sont mieux que belles, elles sont vraies. Elles sont vraies d'une vérité non seulement individuelle, mais encore générale et représentative. Elles nous font connaître Marcel Etévé, mais aussi et du même coup la jeunesse française de dix-huit à vingt-cinq ans qui depuis quarante-cinq mois fait la guerre »[21].